# Cahinnio
Els cahinnio eren una tribu d'amerindis dels Estats Units que vivia a Arkansas.

## Cahinnio
Els cahinnio formaven part de la Confederació Caddo, possiblement afiliats amb els kadohadacho. En 1687 l'explorador francès René Robert Cavelier de La Salle va trobar la tribu, que estava assentada al riu Red, al sud-oest d'Arkansas.
En juliol de 1687 el sacerdot francès Anastasius Douay visità una vila cahinnio vora l'actual Arkadelphia, Arkansas.
En la dècada del 1680 l'explorador francès Henri Joutel viatjà amb l'expedició de La Salle a territori cahinnio. Va escriure que van donar a la seva expedició dues llesques de pa de blat de moro, i el va descriure com "el més fi i el millor que havíem vist fins ara, que semblaven haver estat cuits en un forn, i no obstant això, no van trobar-hi cap entre ells." Joutel va assenyalar que el blat de moro era un important aliment bàsic entre els cahinnio, igual que els fesols i llavors de gira-sol. A més va registrar que els cahinnio utilitzaven pell de cérvol per a bosses i pells d'os per a catifes.
Els cahinnio eren coneguts pels seus arcs poderosos, que eren fets de fusta de taronja osage.
Durant el segle xviii els cahinnio es traslladaren al nord-oest, possiblement degut a la recerca de nous recursos de sal i cavalls. Es van assentar al llarg de la riba sud del riu Ouachita. Pel 1763 es van traslladar a l'alt riu Arkansas. En 1771 els cahinnio i nombroses tribus veïnes signaren un tractat de pau amb els francesos.
En última instància, s'assimilaren a altres tribus Kadohadacho a finals del segle xix. Actualment estan registrats com a membres de la tribu reconeguda federalment Nació Caddo d'Oklahoma.

## Sinonímia
La tribu també és coneguda com els Cachaymon, Cahaynohoua, Caynigua Cahainihoua, i Cainione.